# Mary Pitmanová Ailauová
Mary Ann Kinoʻole Kaʻaumokulani Pitmanová (1838/březen 1841 Hilo – 11. února 1905 Hilo), později Mary Pitmanová Ailauová, byla náčelnice Havajského království původního havajského a amerického původu. Vyrostla a vzdělávala se v Hilo a v Honolulu a sloužila jako dvorní dáma královny Emy, manželky Kamehamehy IV. V roce 1861 odešla s rodinou do Spojených států amerických a dalších dvacet let žila v Nové Anglii. V roce 1875 se setkala se svým vzdáleným bratrancem králem Kalākauem během jeho státní návštěvy ve Spojených státech amerických. V roce 1881 se vrátila na Havaj, kde se provdala za hudebníka Johna Keakaokalaniho Ailaua, lépe známého jako Jack Ailau. V pozdějším životě investovala do havajských obchodů s kuriozitami prodávajícími artefakty z Havaje; mnoho z jejích sbírek je zachováno v Muzeu Bernice Pauahi Bishop.

## Mládí a rodina

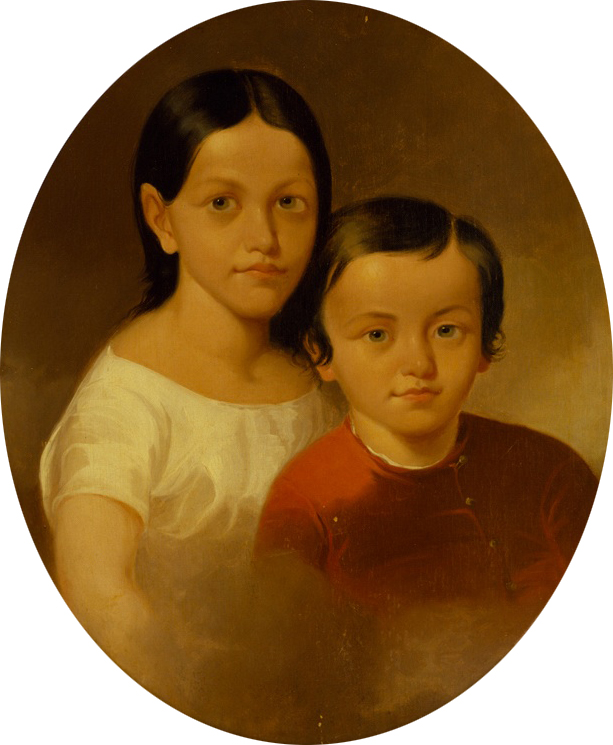
Portrét Pitmanové a jejího bratra Henryho od Johna Mixe Stanleyho (1849)

Pitmanová se narodila v Hilo na ostrově Havaj jako nejstarší dítě a jediná dcera Benjamina Pitmana a Kinoʻoleolilihy, hilské náčelnice. Narodila se buď v roce 1838 nebo v březnu 1841. V havajštině její jméno Kinoʻole znamená „tenká“ nebo „bez těla“.
Její otec, rodák ze Salemu v Massachusetts, byl prvním průkopníkem, obchodníkem a vlastníkem cukrových a kávových plantáží na ostrově Havaj, který na počátku 19. století velmi profitoval z rozmachu velrybářského průmyslu v království. Její matka byla potomkem Kameʻeiamoka, jednoho z královských dvojčat (s Kamanawou), který radil Kamehamehovi I. při dobývání Havajských ostrovů, a také raného amerického nebo anglického námořního kapitána Harolda Coxe, který propůjčil své jméno guvernéru Maui George „Coxovi“ Kahekili Keʻeaumoku II. Její dědeček z matčiny strany Hoʻolulu ukryl se svým bratrem Hoapilim po smrti krále Kamehamehy I. jeho kosti v tajném úkrytu. Jejími sourozenci byli Henry Hoʻolulu Pitman (1845–1863), Benjamin Franklin Keolaokalani Pitman (1852–1918), nevlastní sestra Maria Kinoʻole Pitmanová Moreyová (1858–1892) a nevlastní bratři Charles Brooks Pitman (1860–1918) a Harold Albert Pitman (1865–1948).
Vzhledem k úspěchu jejího otce v podnikání a faktu, že její matka byla potomkem havajské královské rodiny, byla rodina považována za docela úspěšnou a když královská rodina navštívila Hilo, hostili ji. Kromě toho, že byl jedním z předních obchodníků ve městě, její otec také působil jako okresní soudce v Hilo. Kinoʻole od svého otce zdědila kontrolu nad většinou pozemků v Hilo a Ōlaʻa a král Kamehameha III. jí po svatbě udělil užívání hilského ahupuaʻa (tradiční dělení půdy). Během jejího raného dětství žila rodina v sídle, které Benjamin Pitman postavil v roce 1840 v oblasti známé jako Niopola, jednom z oblíbených rekreačních míst starověké havajské královské rodiny. Rezidence se stala známou jako Spencerův dům poté, co ji Benjamin Pitman prodal svému obchodnímu partnerovi kapitánu Thomasi Spencerovi. V 50. letech 19. století se rodina přestěhovala do Honolulu, kde její otec začal podnikat v bankovnictví a na rohu ulic Alakea a Beretania postavil dvoupatrový dům, který pojmenoval Waialeale („vlnící se voda“).

## Vzdělání a role na královském dvoře

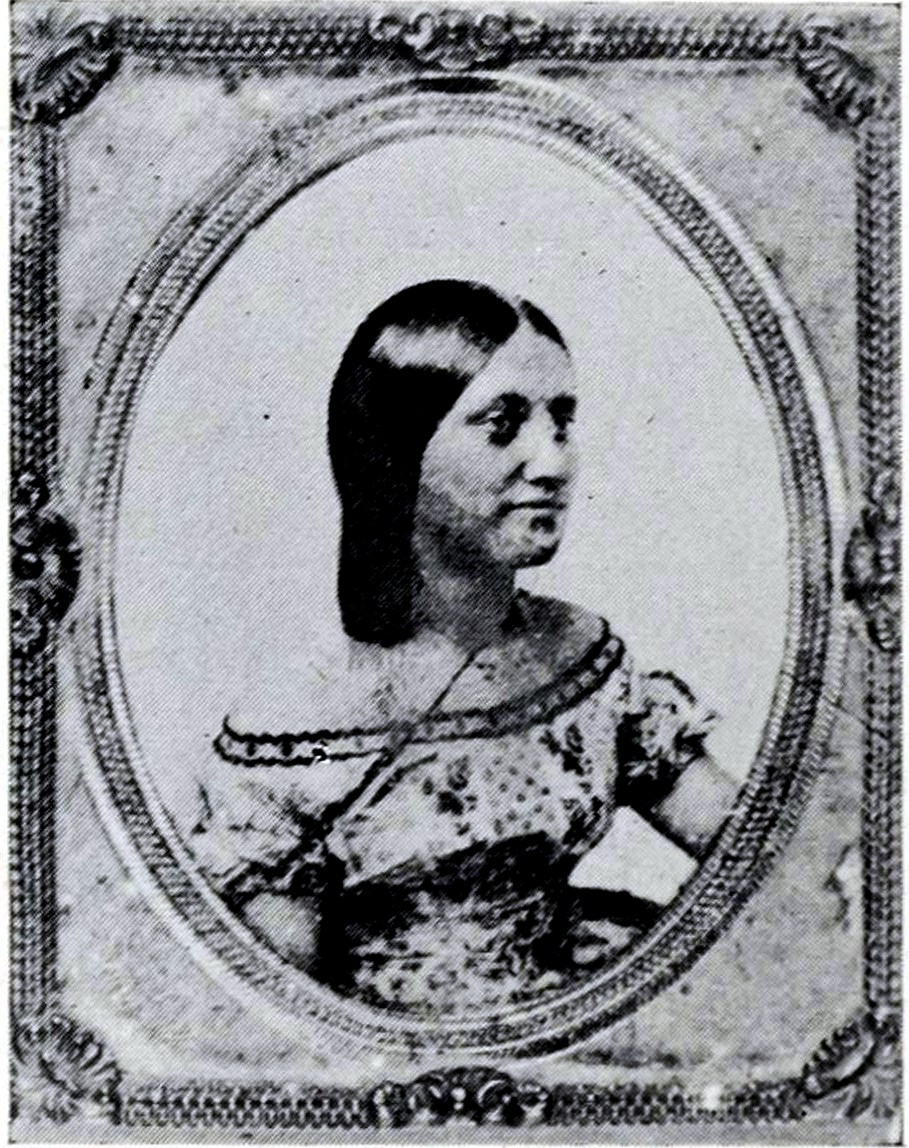
Pitmanová kolem roku 1856, kdy byla družičkou královny Emy

Ona a její bratr Henry na Havaji navštěvovali dětskou školu v Hilo, kterou provozovala Lucy Sheldon Taylor Wetmorová, manželka amerického misijního a vládního lékaře Charlese Hinckleyho Wetmora. Škola byla umístěna v rezidenci rodiny Wetmorových na Church Street. Dvě starší Pitmanovy děti, které učila Wetmorová, která přišla na Havaj v roce 1848 s Americkou radou komisařů pro zahraniční mise (ABCFM) a školu založila v dubnu 1850, získaly vzdělání v angličtině spíše než v havajštině. V té době byly všechny ostatní školy v Hilo vedeny v havajštině.
Wetmoreová učila děti číst, psát, pravopis, aritmetiku a zpěv a zároveň posilovala učební osnovy silným dodržováním zásad protestantské víry. Stejně jako sourozenci Pitmanovi, mnoho jejich spolužáků bylo napůl havajského původu (hapa-kanaka), přičemž většina z nich byli čínsko-havajského původu (hapa-pake). Vzdělávána byla také na soukromých školách v Honolulu.
V mládí byla známá jako „Kráska ze zátoky Hilo“. Stala se důvěrnou přítelkyní Emmy Rookeové, která se stala manželkou krále Kamehamehy IV. Po boku princezny Victorie Kamāmalu a Lydie Kamakaʻeha Pākī (budoucí královny Liliuokalani) byla družičkou na královské svatbě Kamehamehy IV. a královny Emy 19. června 1856. Sloužila také jako jedna z dvorních dám královny na dvoře královského páru. Historik Albert Pierce Taylor, který se oženil s její příbuznou Emmou Ahuenou Taylorovou, v roce 1910 napsal: „Slečna Pittmanová byla považována za velmi krásnou dívku, její pleť byla úžasně čistá.“

## Massachusetts
Po smrti její matky Kinoʻole v roce 1855 se její otec oženil s Marií Louisou Walsworthovou Kinneyovou, vdovou po americkém misionáři reverendu Henry Kinneym. Kinneyovi byli součástí Dvanácté společnosti misionářů z ABCFM, která dorazila v roce 1848. Manželství propojilo Pitmanovy děti s americkou misionářskou komunitou; dětmi misionářů byli nazýváni „bratranci“ a „sestřenice“ a považováni za součást rozšířené misionářské rodiny na Havaji. Kinneyová zemřela v roce 1858 po porodu čtvrtého dítěte jejich otce, dcery jménem Maria Kinoʻole (1858–1892). Rodina se v roce 1861 přestěhovala z Havaje do Massachusetts poté, co se její otec oženil se svou třetí manželkou Marthou Ball Paddockovou. Do Spojených států amerických cestovali s britskou cestovatelkou Sophií Cracroftovou a její tetou lady Jane Franklinovou, která po celém světě hledala ztracenou výpravu svého manžela. Podle dopisu od Cracroftové odjeli Pitmanovi s ní a Franklinovou do San Francisca 25. června 1861 na palubě lodi Comet a starší Pitman „má nyní třetí manželku s dítětem [Charles Brook Pitman]. Cracroftová napsala, že Mary Pitmanová „má velmi tmavou barvu – tj. její havajský původ je naprosto evidentní, i když má v rysech hodně amerických znaků“.
Rodina žila v massachusettských městech Roxbury a Somerville. Její sourozenci pokračovali ve vzdělávání ve svém novém domově a Pitmanová ho dokončila ve škole v oblasti Bostonu. Henry Pitman bojoval za armádu Unie v americké občanské válce v letech 1862 až 1863 a zemřel poté, co byl propuštěn z vězení Libby. Pitmanovi také nějakou dobu žili v Německu.
K roku1875 žila Pitmanová v New Bedfordu, zatímco její otec a jeho třetí manželka byli v Evropě. Byla známá svými plaveckými schopnostmi, které přitahovaly velkou pozornost, když navštívila místa ke koupání na pobřeží Nové Anglie. Během státní návštěvy krále Kalākaua ve Spojených státech amerických ho navštívila, když 1. ledna 1875 dorazil do New Bedfordu. Byla jím doprovázena na odpolední večeři v Parker House, které se zúčastnilo 60 hostů. Následující den ráno ho navštívila v jeho hotelu v Bostonu, kde s ním posnídala. Boston Daily Globe o ní napsal: „Slečna Mary Pitmanová z New Bedfordu, která je královské krve a která si nárokuje stejně dobré právo na havajský trůn jako vládnoucí monarcha.“ Ona a Kalākaua byli vzdáleným bratrancem a sestřenicí, jejich společným předkem byl Kameʻeiamoku.

## Návrat na Havaj

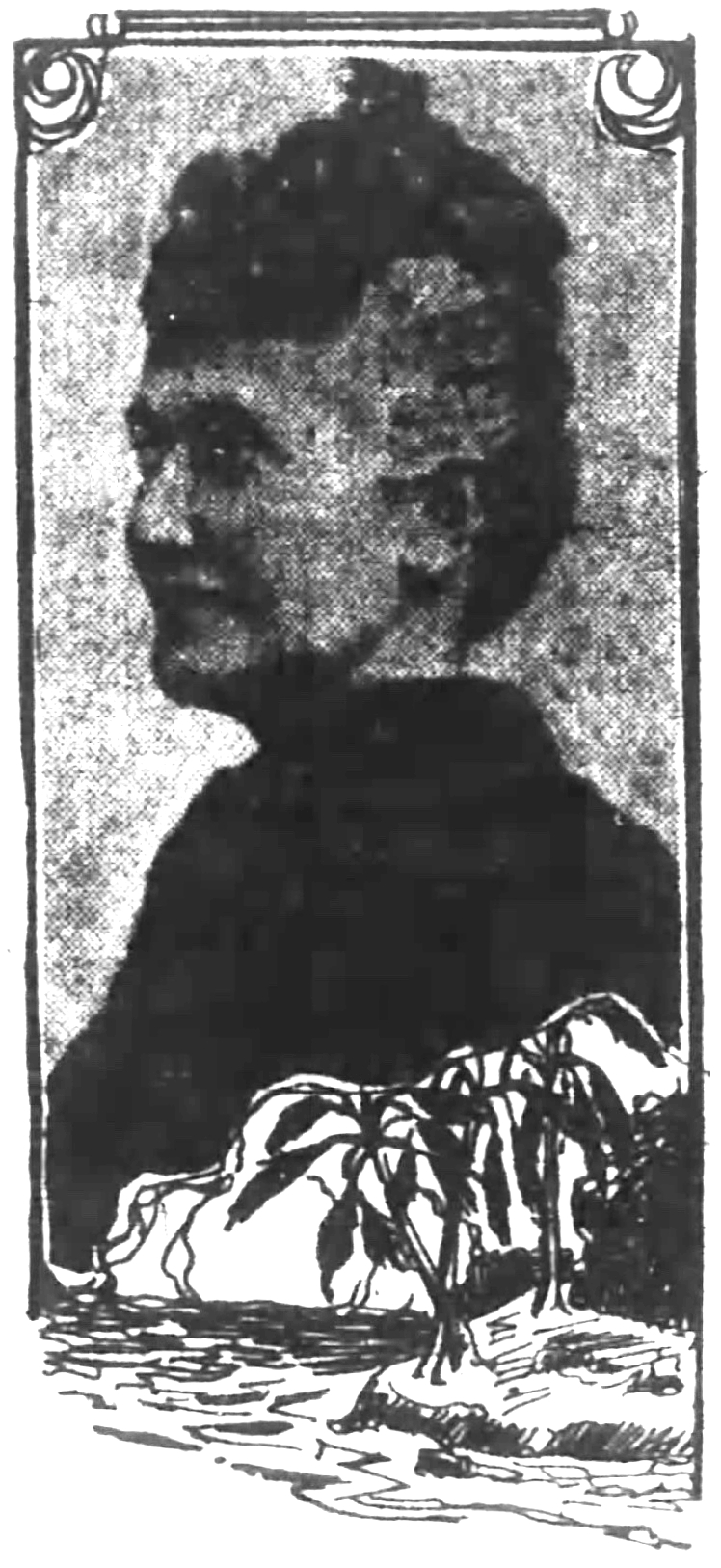
Pitmanová v pozdějším životě

Pitmanová se vrátila na Havaj v roce 1881. Kolem roku 1883 se provdala za Johna Keakaokalani Ailau. Její manžel, známější jako Jack Ailau, byl tiskař novin, hudebník a člen Klubu havajských kvintetů. Neměli žádné děti, i když měla adoptovanou dceru. Zemřel na srdeční chorobu 17. ledna 1894, když byli na návštěvě San Francisca během mezinárodní výstavy California Midwinter.
Při korunovaci Kalākauy a královny Kapiolani v roce 1883 pomohly Pitmanová a princezna Poʻomaikelani, královnina sestra, pro obřad vyrobit ʻahuʻulu (pláště z peří) a kāhili (standardy z peří). Obě ženy používaly husí a kachní peří barvené v barvách vyhynulých nebo ohrožených původních ptáků, které se původně používaly k výrobě plášťů. Mnoho z těchto kusů je nyní zachováno ve Kalanianaʻolevě sbírce v Biskupském muzeu Bernice Pauahi.
Od svatby do smrti sbírala a prodávala zboží a artefakty z Havaje v obchodech s kuriozitami v Honolulu a Hilo. V Hilo spolupracovala s „Victor girls“ v obchodě s kuriozitami na Pitman Street poblíž hotelu Hilo. Mnoho z jejího zboží a artefaktů je nyní v Biskupském muzeu.
Zemřela na záchvat apoplexie 11. února 1905 v domě Cecelie Neilson Arnoldové, matky budoucího starosty Honolulu Charlese N. Arnolda. Dva roky předtím prodělala mozkovou mrtvici, ze které se nikdy úplně nevzpamatovala. Dva týdny před smrtí onemocněla chřipkou a týden před smrtí utrpěla druhou mozkovou příhodu na levé straně těla. Její pohřeb se konal následující odpoledne v Arnoldově rezidenci a byla pohřbena na hřbitově Homelani v Hilo. V katedrále svatého Ondřeje v Honolulu se 24. února 1905 konala vzpomínková akce.
V roce 1917 se její mladší bratr Benjamin Keolaokalani Pitman a jeho manželka Almira Hollanderová Pitmanová vrátili na Havaj na návštěvu. Havajský tisk se intenzivně věnoval návštěvě a také historii rodiny. Honolulu Star-Bulletin napsal, že Pitmanová „byla uznávána jako jedna z nejjasnějších žen, které Havaj zplodila“.